# Je dirai malgré tout que cette vie fut belle
Je dirai malgré tout que cette vie fut belle est un ouvrage autobiographique de Jean d'Ormesson, publié le 1er janvier 2016 aux éditions Gallimard. Le livre obtient le prix Jean-Jacques-Rousseau, 2016.
Le titre de l'ouvrage est le dernier vers du poème Que la vie en vaut la peine (Chant II du recueil Les Yeux et la Mémoire) de Louis Aragon,. Les deux premiers vers du même poème constituent les titres de deux autres ouvrages de d'Ormesson : C'est une chose étrange à la fin que le monde (2010), puis Un jour je m'en irai sans en avoir tout dit (2013). Jean d'Ormesson indique avoir mis quatre années à le rédiger précisant que « C'est une vie qui est dans ce livre ».

## Résumé
Pour se défendre dans un procès qu'il s'intente à lui-même, l'auteur fait défiler au galop un passé évanoui. Il va de l'age d'or d'un classicime qui règne sur l'Europe à l'effondrement de ce « monde d'hiver » si cher à Stefan Zweig. De Colbert, Fouquet, Bossuet ou Racine à François Mitterrand, Raymond Aron, Paul Morand et Aragon[Quoi ?]. Mais les charmes d'une vie et les tourbillons de l'histoire ne suffisent pas à l'accusé: « Vous n'imaginiez tout de même pas que j'allais me contenter de vous débiter des souvenirs d'enfance et de jeunesse? Je ne me mets pas très haut, mais je ne suis pas tombé assez bas pour vous livrer ce qu'on appelle des Mémoires. »